# Куркума
Курку́ма (лат. Cúrcuma) — род многолетних травянистых растений из семейства имбирных (Zingiberaceae).
Многолетние травы с толстыми, разветвлёнными, мясистыми и ароматными корневищами, придаточные корни зачастую имеют клубневидные утолщения. Листья обычно крупные, ланцетовидной формы или продолговатые. Цветки двуполые, могут обладать различной окраской, собраны обычно в верхушечные соцветия, снабжённые кроющими листьями. Единственная тычинка размещается в основании самого большого листочка околоцветника. Плод коробочка. Во всех частях растения содержится заметное количество эфирного масла.

## Применение
Корневища и стебли многих видов этого рода содержат эфирные масла и жёлтые красители (куркумин) и культивируются в качестве пряностей и лекарственных растений. Наибольшее распространение в качестве пряности получила куркума длинная (Curcuma longa) (другие названия — Куркума домашняя (Curcuma domestica), турмерик), порошок высушенных корней которой известен как пряность куркума.

### В кулинарии

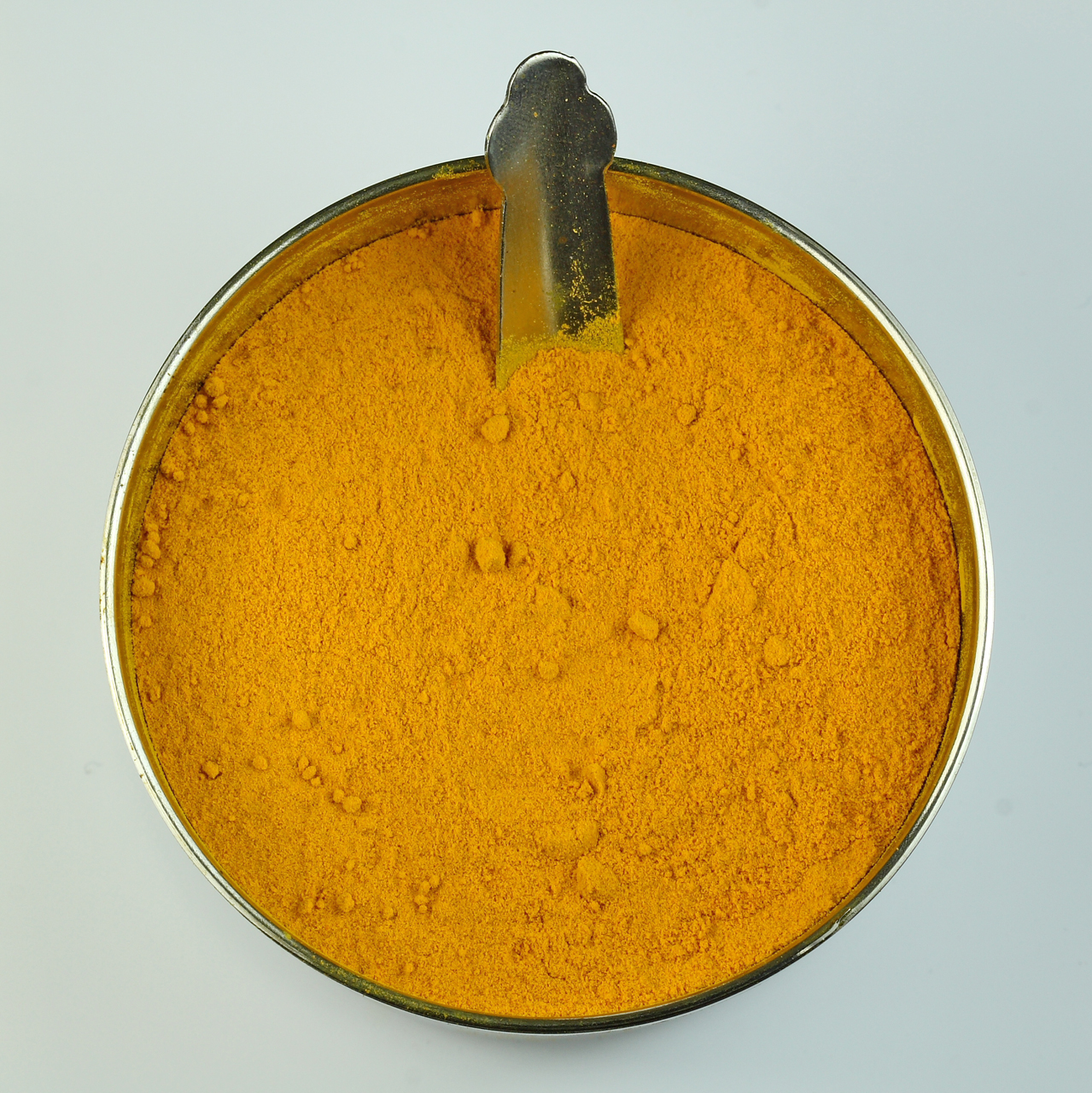
Порошок из куркумы

Из множества видов куркумы только три находят применение в кулинарии. В первую очередь для приготовления специй и приправ идёт Куркума длинная (Curcuma longa). Второй вид — Куркума ароматная (Curcuma aromatica) используется преимущественно в кондитерском производстве, где ценится выше, чем длинная куркума. Третий вид Куркума цедоария (Curcuma zedoaria) обычно готовится не в виде порошка, корень режется на мелкие дольки, которые используются при производстве ликёров, где заменяет куркуму длинную. Все эти три вида могут упоминаться под названием "Индийский шафран". Четвёртый вид Куркума круглая (Curcuma leucorrhizae) идёт обычно на крахмал и является скорее технической культурой, нежели пищевой.
Вне индийской кухни корень куркумы длинной, обычно упоминаемый как турмерик, употребляется в качестве дешёвого заменителя шафрана, который подкрашивает блюда в приятный нежно-жёлтый цвет. Он особенно важен в коммерческих карри-смесях, где должен быть выдержан определённый цвет, характеризующий приправу.
Также турмерик придаёт цвет многим другим смесям или приправам, например, горчичному соусу. Корень куркумы как красящий компонент отлично противостоит солнечному свету, что повлияло на его добавление во многие коммерческие приправы, чтобы они не теряли «товарный вид». Также известны применения турмерика в качестве красителя сыра, йогурта, картофельных и кукурузных чипсов, печенья, салатных заправок и маргарина.
В индийской кухне (и в южно-азиатской в целом), турмерик используется не только как краситель, но и как полноценная специя.

### Лечебные свойства
Содержит куркумин, обладающий противовоспалительным эффектом. По состоянию на сегодняшний день лечебные свойства куркумина критикуются FDA.
Целебные свойства куркумы были известны в Индостане с древности. Считалось, что куркума «очищает организм».
В некоторых публикациях сообщается о иммуномодулирующих свойствах куркумы. Милан Фиал (Milan Fiala) из университета штата Калифорния, Лос-Анджелес (UCLA), показал in vitro, что один из минорных куркуминов, бисдеметоксикуркумин (p, p'-гидроксициннамоилферулоилметан), является иммуномодулятором, стимулирующим фагоцитоз бета-амилоида (накопление которого является причиной болезни Альцгеймера в соответствии с амилоидной гипотезой) моноцитами. Косвенным подтверждением теории является малая распространённость болезни Альцгеймера в Индии, где ею поражено только 5 % населения старше 60 лет, что существенно ниже, чем в западных странах.
Куркума не снижает уровень липопротеинов низкой плотности, хотя люди принимают содержащие её биологически активные добавки ради этой цели.

## Таксономия
Curcuma L. Species Plantarum 1: 2. 1753.

### Классификация
Род Куркума входит в трибу Zingibereae подсемейства Zingiberoideae семейства Имбирных (Zingiberaceae) порядка Имбирецветные (Zingiberales).
|  |                                      |  |                                                             |                                                             |                    |  | ещё 7 семейств (согласно Системе APG II) | ещё 7 семейств (согласно Системе APG II)     |                                              |  |  |  | триба Globbeae        | триба Globbeae        |                |  |  |  |  |
|  |                                      |  |                                                             |                                                             |                    |  | ещё 7 семейств (согласно Системе APG II) | ещё 7 семейств (согласно Системе APG II)     |                                              |  |  |  | триба Globbeae        | триба Globbeae        | около 80 видов |  |  |  |  |
|  |                                      |  |                                                             | порядок Имбирецветные                                       |                    |  |                                          |                                              | подсемейство Zingiberoideae                  |  |  |  |                       | род Куркума           |                |  |  |  |  |
|  |                                      |  |                                                             | порядок Имбирецветные                                       |                    |  |                                          |                                              | подсемейство Zingiberoideae                  |  |  |  |                       | род Куркума           |                |  |  |  |  |
|  | отдел Цветковые, или Покрытосеменные |  |                                                             |                                                             | семейство Имбирные |  |                                          |                                              | триба Zingibereae                            |  |  |  |                       |                       |                |  |  |  |  |
|  | отдел Цветковые, или Покрытосеменные |  |                                                             |                                                             |                    |  |                                          |                                              |                                              |  |  |  |                       |                       |                |  |  |  |  |
|  |                                      |  | ещё 44 порядка цветковых растений (согласно Системе APG II) | ещё 44 порядка цветковых растений (согласно Системе APG II) |                    |  |                                          | ещё 4 подсемейства (согласно Системе APG II) | ещё 4 подсемейства (согласно Системе APG II) |  |  |  | ещё примерно 25 родов | ещё примерно 25 родов |                |  |  |  |  |
|  |                                      |  |                                                             | ещё 44 порядка цветковых растений (согласно Системе APG II) |                    |  |                                          |                                              | ещё 4 подсемейства (согласно Системе APG II) |  |  |  |                       | ещё примерно 25 родов |                |  |  |  |  |

### Виды
Род насчитывает более 90 видов.
- Curcuma aeruginosa Roxb. (1810)
- Curcuma albicoma S.Q.Tong (1986)
- Curcuma albiflora Thwaites (1861)
- Curcuma alismatifolia Gagnep. (1903) — Патумма, или Сиамский тюльпан
- Curcuma amada Roxb. (1810)
- Curcuma amarissima Roscoe (1826)
- Curcuma angustifolia Roxb. (1810)
- Curcuma aromatica Salisb. (1808) — Куркума ароматная, или Дикий турмерик
- Curcuma attenuata Wall. ex Baker (1890)
- Curcuma aurantiaca van Zijp (1915)
- Curcuma australasica Hook.f. (1867)
- Curcuma bakeriana Hemsl. (1892)
- Curcuma bicolor Mood & K.Larsen (2001)
- Curcuma bhatii (R.M.Smith) Skornickova & M.Sabu (2005)
- Curcuma burttii K.Larsen & R.M.Smith (1978)
- Curcuma caesia Roxb. (1810)
- Curcuma ceratotheca K.Schum. (1899)
- Curcuma chuanezhu Z.Y.Zhu (1990)
- Curcuma chuanhuangjiang Z.Y.Zhu (1990)
- Curcuma chuanyujin C.K.Hsieh & H.Zhang (1990)
- Curcuma cochinchinensis Gagnep. (1907)
- Curcuma codonantha Skornickova (2003)
- Curcuma coerulea K.Schum. (1904)
- Curcuma colorata Valeton (1918)
- Curcuma comosa Roxb. (1810)
- Curcuma coriacea Mangaly & M.Sabu (1988 publ. 1989)
- Curcuma decipiens Dalzell (1850)
- Curcuma ecalcarata Sivar. & Balach. (1983)
- Curcuma euchroma Valeton (1918)
- Curcuma ecomata Craib (1912)
- Curcuma elata Roxb. (1820)
- Curcuma exigua N.Liu (1987)
- Curcuma ferruginea Roxb. (1810)
- Curcuma flaviflora S.Q.Tong (1986)
- Curcuma glans K.Larsen & Mood (2001)
- Curcuma gracillima Gagnep. (1903)
- Curcuma grandiflora Wall. ex Baker (1892)
- Curcuma haritha Mangaly & M.Sabu (1993)
- Curcuma harmandii Gagnep. (1907)
- Curcuma heyneana Valeton & van Zijp (1917)
- Curcuma inodora Blatt. (1930 publ. 1931)
- Curcuma karnatakensis Amalraj (1991)
- Curcuma kudagensis Velayudhan, V.S.Pillai & Amalraj (1990)
- Curcuma kwangsiensis S.G.Lee & C.F.Liang (1977)
- Curcuma lanceolata Ridl. (1907)
- Curcuma larsenii C.Maknoi & T.Jenjittikul (2006)
- Curcuma latiflora Valeton (1913)
- Curcuma latifolia Roscoe (1825)
- Curcuma leucorrhiza Roxb. (1810) — Куркума круглая
- Curcuma loerzingii Valeton (1918)
- Curcuma longa L. (1753) typus — Куркума длинная, или Турмерик
  - [syn.  Curcuma domestica Valeton (1918) — Куркума культурная]
- Curcuma longispica Valeton (1918)
- Curcuma malabarica Velayudhan, Amalraj & Muralidharan (1990)
- Curcuma mangga Valeton & van Zijp (1917)
- Curcuma meraukensis Valeton (1913)
- Curcuma mutabilis Skornickova, M.Sabu & Prasanthkumar (2004)
- Curcuma neilgherrensis Wight (1853)
- Curcuma nilamburensis K.C. Velayudhan et al. (1994)
- Curcuma oligantha Trimen (1885)
- Curcuma ornata Wall. ex Baker (1890)
- Curcuma parviflora Wall. (1830)
- Curcuma parvula Gage (1905)
- Curcuma peethapushpa Sasidh. & Sivar. (1988 publ. 1989)
- Curcuma petiolata Roxb. (1820)
- Curcuma phaeocaulis Valeton (1918)
- Curcuma pierreana Gagnep. (1907)
- Curcuma plicata Wall. ex Baker (1890)
- Curcuma porphyrotaenia Zipp. ex Span. (1841)
- Curcuma prakasha S.Tripathi (2001 publ. 2002)
- Curcuma pseudomontana J.Graham (1839)
- Curcuma purpurascens Blume (1827)
- Curcuma purpurea Blatt. (1930 publ. 1931)
- Curcuma raktakanta Mangaly & M.Sabu (1988 publ. 1989)
- Curcuma reclinata Roxb. (1810)
- Curcuma rhabdota Sirirugsa & M.F.Newman (2000)
- Curcuma rhomba Mood & K.Larsen (2001)
- Curcuma roscoeana Wall. (1829)
- Curcuma rubescens Roxb. (1810)
- Curcuma rubrobracteata Skornickova, M.Sabu & Prasanthkumar (2003)
- Curcuma sattayasaii A.Chaveerach & R.Sudmoon (2008)
- Curcuma sichuanensis X.X.Chen (1984)
- Curcuma singularis Gagnep. (1907)
- Curcuma sparganiifolia Gagnep. (1903)
- Curcuma stenochila Gagnep. (1903)
- Curcuma strobilifera Wall. ex Baker (1890)
- Curcuma sulcata Haines (1923)
- Curcuma sumatrana Miq. (1861)
- Curcuma sylvatica Valeton (1918)
- Curcuma thalakaveriensis K.C.Velayudhan et al. (1991)
- Curcuma thorelii Gagnep. (1907)
- Curcuma trichosantha Gagnep. (1907)
- Curcuma vamana M.Sabu & Mangaly (1987 publ. 1988)
- Curcuma vellanikkarensis K.C.Velayudhan et al. (1994)
- Curcuma wenyujin & C.Ling (1981)
- Curcuma wenchowensis Y.H.Chen & C.Ling (1975)
- Curcuma xanthorrhiza Roxb. (1820)
- Curcuma yunnanensis N.Liu & C.Senjen (1987)
- Curcuma zedoaria (Christm.) Roscoe (1807) — Куркума цедоария, или Цитварный корень, или Зедоария
- Curcuma zedoaroides A.Chaveerach & T.Tanee (2008)